# Kenshi
Kenshi — компьютерная ролевая игра с открытым миром, разработанная и выпущенная компанией Lo-Fi Games для Windows в 2018 году. Разработка Kenshi велась преимущественно одним человеком — Крисом Хантом — в течение 12 лет. События Kenshi разворачиваются в постапокалиптическом мире, где игроку предоставлена огромная свобода — управляемый им герой может вести жизнь одинокого бродяги, собрать отряд или даже построить и развивать собственное поселение. Игра получила в основном положительные отзывы критиков, которые отметили её сложность, глубину и ММО-подобный игровой процесс.

## Игровой процесс
Kenshi — компьютерная ролевая игра с открытым миром и элементами стратегий реального времени без линейного сюжета. Её события разворачиваются в фэнтезийном постапокалиптическом мире, в котором крайне сложно выжить. В начале игры персонаж не имеет каких-либо полезных навыков и должен бороться за выживание с первых минут игры. Умения прокачиваются по мере осуществления действий, например, умение воровства прокачивается при краже предметов. Игрок может нанимать других персонажей для расширения отряда, которые могут быть как уникальными, так и обычными безымянными бродягами, а со временем может построить своё поселение или город. В систему повреждений входит травмирование и потеря отдельных конечностей. Игра предоставляет игроку большую свободу в выборе занятий — он, например, может защищать торговые караваны, перевозящие добытые или купленные ресурсы между поселениями, охотиться на преступников или, напротив, убивать и грабить всех встречных.
Мир Kenshi занимает 870 квадратных километров, разделённых на приблизительно 60 «биомов» — отдельных областей со своими характерными рельефом, погодой, материальной культурой неигровых персонажей и тому подобным. Эти области намеренно распределены так, чтобы более ценные и привлекательные «сокровища» находились в далёких землях, а путь к ним преграждали опасные территории.

## Разработка
Kenshi была разработана преимущественно одним человеком, Крисом Хантом, который потратил на создание игры около 12 лет. Первые несколько лет он работал охранником для того, чтобы сводить концы с концами. Хант долгое время разрабатывал игру только в своё свободное время; лишь после того, как Kenshi начала обретать популярность, Крис смог уволиться с работы и полностью сосредоточиться на разработке. До 2013 года он работал в одиночку, а затем смог нанять небольшую команду для работы над проектом. 
Хант описывал мир игры как «мече-панк» (англ. sword-punk). По словам разработчика, он вдохновлялся историями о странствующем ронине и идеей о выжившем, путешествующем по пустошам. В 2011 году, незадолго до выпуска первой альфа-версии, описание игры на сайте разработчиков предлагало игрокам представлять себе комбинацию X-COM: Apocalypse и The Elder Scrolls IV: Oblivion. Ханту не нравилось «ощущение, когда тебя ведут за руку», характерное для «больших» RPG — когда игровой персонаж с самого начала оказывается могучим героем, которому нечего бояться. По его задумке, персонаж игрока в Kenshi — «никто», безвестный бродяга без суперсил или повышенных характеристик. Разрабатывая игру, он рассматривал себя в качестве врага для игрока, расставляя в мире игры опасности и ловушки и иногда сознательно обманывая игрока. Рельеф местности в обширном игровом мире был создан разработчиками с помощью процедурной генерации, но потом дорабатывался вручную; все объекты и явления в мире игры, будь то города, ценные вещи, животные и растительность и тому подобное расставлены дизайнерами. Хант ставил перед собой задачу передать ощущение странствий, того, что чувствует человек, попав в «далёкое и странное место». Хант хотел, чтобы разные области карты имели разные темы или фракции, которые бы давали им ощущение уникальности, — например, фракцию, которая относится к персонажам-женщинам не так, как к мужчинам.
Игра была впервые выпущена в раннем доступе через сайт Desura и собственный сайт Ханта в октябре 2011 года. Когда в сети цифровой дистрибуции Steam в марте 2013 года появилась собственная система раннего доступа — Steam Early Access, Kenshi вошла в число первых 12 игр, опубликованных в Steam по этой модели. По словам Ханта, 95% всех денег, которые принесла игра, были получены именно через Steam. Окончательная версия игры была выпущена лишь 6 декабря 2018 года. Хант отмечал в интервью для газеты The Guardian странность ситуации: Kenshi находилась в раннем доступе так долго, что успела завоевать тысячи преданных поклонников до выпуска, и разработчика даже просили «не выпускать её слишком рано», боясь, что он оставит своё творение незаконченным. Хант считал себя обязанным выпускать обновления постоянно, чтобы игроки не думали, что об игре забыли. В определённый момент финансы Lo-Fi Games расстроились настолько, что Хант уволил всех сотрудников и намеревался продолжать разработку в одиночку, как это и было до 2013 года, однако вскоре продажи игры увеличились достаточно, чтобы работу студии можно было возобновить.

## Отзывы и продажи
| Сводный рейтинг       | Сводный рейтинг   |
| Агрегатор             | Оценка            |
| --------------------- | ----------------- |
| Metacritic            | 78/100            |
| Иноязычные издания    |                   |
| Издание               | Оценка            |
| PC Gamer (US)         | 84/100            |
| Русскоязычные издания |                   |
| Издание               | Оценка            |
| Riot Pixels           | 54 %              |
| StopGame.ru           | «Изумительно»     |
| Награды               |                   |
| Издание               | Награда           |
| Rock, Paper, Shotgun  | RPS Bestest Bests |

По данным агрегатора рецензий Metacritic, Kenshi получила в основном положительные отзывы критиков. Роберт Зак из PC Gamer похвалил игру за большой размах, но отметил, что со временем в игре появляется много гринда, а интерфейс игры становится неудобным по мере увеличения группы. Алек Меер в обзоре Rock, Paper, Shotgun отметил глубину игры и сравнил игру с Dwarf Fortress; он затруднился сделать об игре однозначный вывод, говоря: «это игра обо всём и игра ни о чём», но призывал читателя непременно в неё поиграть. Артемий Леонов в обзоре игры для DTF сравнивал базовую концепцию Kenshi с наивным описанием игры мечты, известным как интернет-мем «можно грабить корованы» — действительно, в Kenshi «можно идти, куда захочешь, грабить караваны, возводить города и умирать от потери крови посреди пустыни». Тем не менее, Леонов был разочарован игрой: баги и странности ИИ делали Kenshi слишком непредсказуемой, а истории других игроков о приключениях их персонажей казались ему слишком похожими друг на друга. Схожим образом Андрей Мирошниченко (Snor) из Riot Pixels назвал игру «песочницей, в которую забыли насыпать песок»; он положительно отозвался о постапокалиптическом мире игры — «подчёркнуто жестоком и страшном закате времён» — и о свободе, предоставленной игроку, но отметил, что при огромных размерах игры в ней очень мало контента, и что без «идиотизма ИИ» игра толком не в состоянии генерировать занятные ситуации — всевозможные столкновения с врагами мало отличаются друг от друга, а добыча ресурсов и строительство поселения скучны и напоминают «сетевые выживалки».
К октябрю 2020 года общие продажи игры превысили миллион копий.

## Наследие
В марте 2019 года студия Lo-Fi Games объявила о разработке игры-приквела — Kenshi 2. Её действие должно происходить за тысячу лет до событий первой части, во времена Старой империи. По планам разработчиков, эта игра должна использовать тот же игровой движок, что и первая часть, но позже было объявлено что игра создается на Unreal Engine.